# Nokia E71
El Nokia E71 es un teléfono móvil de categoría teléfono inteligente fabricado por Nokia, tiene cámara de 3.2 megapixeles, aplicaciones de correo electrónico y, lo más destacable, es su teclado QWERTY completo. Es un terminal, de la serie Nokia E, la cual está constituida, principalmente, por terminales destinados a trabajadores ejecutivos y al correo electrónico corporativo.
El móvil, básicamente, fue diseñado para competir con los terminales BlackBerry, de RIM. El teléfono inteligente dispone de un método de personalización de pantallas muy útil: una para personal, y otra para trabajo, para poder organizar mejor sus datos.
Se presentó como una adición a la serie E de Nokia, en julio de 2008, con un precio alrededor de unos 350€. El móvil es uno de los más delgados de la finlandesa, midiendo 10 mm de grosor.
Utiliza unos auriculares de minijack de 2,5mm, los cuales se han debido de usar por la extremada delgadez del teléfono. Esto, contrasta con los auriculares anteriormente utilizados por la marca, los cuales siempre eran de 3,5mm.
Se dice que es una actualización del E61I. En julio de 2008, fue presentado acompañando al E66, terminal slide, evolución del E65.
El móvil ganó el premio de mobile Choice Awards 2008, que se detalla en la lista que hay a continuación:
- Mejor Celular del Año (Phone of the Year)
- Mejor Teléfono inteligente (Best Smartphone)

## Artículos que incluye el embalaje
- Nokia E71
- Cargador Nokia
- auriculares minificha de 2,5mm
- Manual de instrucciones
- Tarjeta de memoria
- Batería
- Funda de cuero para guardar el terminal.